# LUNATIC LION
『LUNATIC LION』（ルナティック・ライオン）は、日本のシンガーソングライターである吉川晃司の7枚目のオリジナル・アルバム。
1991年5月17日に東芝EMIのイーストワールドからリリースされた。前作『GLAMOROUS JUMP』（1987年）よりおよそ4年半ぶりにリリースされた作品であり、布袋寅泰との音楽ユニットであるCOMPLEXの活動休止後にリリースされたソロ復帰作となっている。
SMSレコード所属時代のアルバムに多く参加した後藤次利の全面協力による吉川初のセルフ・プロデュース作品となっており、レコーディングにはDER ZIBETのギタリストである吉田光、ホッピー神山、小田原豊、山木秀夫、大村憲司などが参加している。SMSレコード時代のアルバムと打って変わったルナティック（月光狂）をテーマにしたコンセプト・アルバムとなっており、全体的にゴシックホラーを思わせる雰囲気となっている。
本作はオリコンアルバムチャートにおいて最高位第2位となり、売り上げ枚数は20万枚を超えたため日本レコード協会からゴールド認定を受けている。本作からは先行シングルとして三貴「ブティックJOY」のコマーシャルソングとして使用された「Virgin Moon」がシングルカットされたが、本作にはアルバム・バージョンが収録されている。

## 背景
1988年5月6日および5月9日に日本武道館における単独公演「武道館スペシャル "BACK TO ZERO"」を実施した吉川晃司は、同公演を最後に渡辺プロダクションから事務所を独立させることになった。同年12月10日にはBOØWYを解散しソロ・デビューを果たしていた布袋寅泰とともに音楽ユニットであるCOMPLEXの結成を発表する。契約上の問題で1年程度活動が不可能となっていた吉川は、日本武道館公演の翌日から音信不通となり1年程度は海外旅行など休暇を取ることに専念していた。その後吉川はCOMPLEXとして1989年4月8日にデビュー・シングル「BE MY BABY」、4月26日にファースト・アルバム『COMPLEX』をリリースした。オリコンチャートにおいてはシングルおよびアルバム両方で最高位第1位を獲得。しかし両者の音楽に対する価値観の違いから確執が生まれ、2枚目のアルバム『ROMANTIC 1990』（1990年）は両者が全く顔を合わさずに分業体制で制作が行われた。1990年11月8日には東京ドームにおいて最終公演となる「ROMANTIC EXTRA」を実施、同公演を以ってCOMPLEXは活動休止となった。1991年1月23日には前述の公演を収録したライブ・アルバム『19901108』がリリースされ、4月12日にはソロ復帰作となるシングル「Virgin Moon」がリリースされた。

## 録音、制作
本作はベーシストの後藤次利が全面協力した上での吉川初のセルフ・プロデュース作品となった。後藤は1973年に小坂忠とフォージョーハーフやよしだたくろうのセッションバンドである六文銭に参加、その後はトランザムやティン・パン・アレーなどのセッションに参加した他、サディスティック・ミカ・バンドのアルバム『HOT! MENU』（1975年）のレコーディングに参加、さらに同バンドの解散後には高橋幸宏および高中正義、今井裕と共に結成したサディスティックスでの活動やソロ活動開始後にはNOBODY所属の相沢行夫などと共に矢沢永吉のバックバンドとして活動していた。その後吉川の3枚目のアルバム『INNOCENT SKY』（1985年）や4枚目のアルバム『MODERN TIME』（1986年）において全楽曲の編曲を手掛けた他、5枚目のアルバム『A-LA-BA・LA-M-BA』（1987年）においても全11曲中4曲の編曲を後藤が手掛けていた。また、とんねるずやおニャン子クラブへの楽曲提供も多数行っていた。
本作の楽曲制作は1990年9月1日から10月25日に掛けて行われた。吉川によれば本作はデジタルな制作方法からプリミティブなものへ変化する最初のアルバムであるという。COMPLEX活動休止後初のアルバムということもあり、制作時における「プレッシャーはきつかった」と吉川は述べ、「もう怒涛の中で作ったっていう感じよ。怒涛の中で作った怒涛のアルバムで、うるさくてしようがないっていう（笑）」とも述べている。しかしCOMPLEXから尾を引いている部分はなく、吉川曰く「むしろ一人になって“ヨッシャ!”って言ったら、その“ヨッシャ!”の声が大きすぎてつんのめっちゃったって感じ」と述べている。本作はテーマありきで制作が進められ、「月」というテーマなどを決定したものの、後に吉川は「固執しすぎた」と述べており、テーマを決めた上での制作は初めてのことであったが、「頭のいいことをしようと思ったのが、先ずは僕らしくないね。雑食が、ちょっと焼き肉ばっか食って腹こわしちゃった状態（笑）」と述べている。
本作では後藤とSMSレコード所属時代以来の共同作業となったが、吉川によれば以前の後藤とは全く異なる人柄となっており、当時ロックから離れていた後藤はここぞとばかりに主張するようになっていたという。スタジオでの作業においては後藤とホッピー神山が厭味の飛ばし合いで殺伐とした雰囲気になっており、吉川はかなり疲弊したと述べている。最終的にはトラックダウンにおいて余計な音を全部取り払った上で吉川が自身の好む音にまとめた結果、後藤と神山は「ない! 音が!」と激怒したと吉川は述べている。音を大幅に削除したことについて吉川は「それをやるしかなかった」と述べ、ベースの後にキーボードを録音した後に、さらに新たにベースを録音すると後藤が言い出しいつまでも終わらない状態に陥っており、吉川は「後々勉強になった」と述べた上でその時は「勘弁してくれよ、ホント冗談じゃねぇよ」という感想を持っていたと述べている。

## 音楽性と歌詞
吉川は本作を「個人的には好きなアルバム」であると述べつつも、客観的に自身を見られなかった結果「サウンドに絞り込みが足りない」ことや、「間口が開いたまんま」の作品であり、「吉川晃司の王道からちょっとハズレてるんだろうなって今は思う」と後に述べている。吉川はCOMPLEXからの脱却を目指すために「一回それを全部吐き出したかったんだと思う」と述べた他、「この怒涛の感じっていうのがないと、COMPLEXからスコンと抜けられなかったかもしれない気がする」とも述べている。収録曲である「ONLY YOU」に関して吉川は、「木陰で愛を語らうふたり」というシチュエーションについて「これはもう自分の憧れみたいなもんですね」と述べており、憧れでありながらも実際に自身がそのシチュエーションにいることを想像すると嫌悪感や羞恥心を覚えるとも発言している。吉川によれば同曲はモータウン・サウンド系のリズムで日本人にとっても受け入れやすい曲調となっているが、コード進行に趣向を凝らしているため「簡単そうに聞こえて演奏も歌もけっこうたいへんだったんですよね」と述べている。
音楽情報サイト『OKMusic』にて音楽ライターである帆苅智之は、本作がCOMPLEXの活動休止後にリリースされた作品であることを前置きに、活動休止後に吉川と布袋の両名が「一緒にやらなきゃよかった」と後悔しているエピソードを紹介した上で、帆苅は切望していたバンド活動を手放すことになった吉川には忸怩たる思いがあったのではないかと推測、そのため2曲目「LUNATIC LUNACY」の歌詞中にある「俺はやるぜ ひとりでも」からアルバムが開始され最終曲である「Virgin Moon」の歌詞中にある「俺は眠らないぜ」というフレーズで終了する本作について「並々ならぬ決意を感じざるを得ない」と述べている。また帆苅は本作がプロデュース経験がない吉川による初のセルフ・プロデュースであることに触れた上で、かつて吉川の作品において編曲を多数手掛けた後藤がプロデュースを担当した方が物事が円滑に進んだのではないかと推測した上で、「吉川晃司は自身でプロデュースにこだわったわけで、ここからもCOMPLEXの活動休止後のソロ復帰作に対する並々ならぬ想いは汲み取れる」と述べている。
帆苅は本作の音楽性について「ロックのダイナミズムで突っ走ったアルバム」であると表現しており、1曲目「VOICE OF MOON」および最終曲の後半部分に当たる「月光浴」はインストゥルメンタルでありながらも「ロックを感じさせるサウンド」であると主張、6曲目「DUMMY」において民族音楽的なパーカッションからファンクサウンドで展開する部分が唯一ロックではない部分であると指摘、また自身が最もロック色を感じる楽曲が10曲目「永遠につくまえに」であると帆苅は述べ、サックスを入れることでAORのような雰囲気にすることも可能であるところを、印象的なギターの音色を導入している部分からも「吉川晃司がロックであることの矜持のようなものを感じてしまう」と述べている。それ以外にも2曲目「LUNATIC LUNACY」および3曲目「不埒な天国」、4曲目「Jealousy Game」などアルバム冒頭において重いギターサウンドが導入された楽曲が連続している部分について「ロックのダイナミズムそのもの」であると帆苅は述べたものの、本作においてロックが体現されているのはギターサウンドだけではなくベースおよびキーボードの躍動感も影響していると述べ、「不埒な天国」のサビ部分において両名の個性が発揮されていると主張している。その他、本作には「DUMMY」におけるファンクサウンドのみならず11曲目「ONLY YOU」におけるシャッフルや11曲目「Virgin Moon〜月光浴」におけるロックンロールなどバラエティに富んだ音楽性を有していると帆苅は述べている。

## リリース、チャート成績、ツアー
本作は1991年5月17日に東芝EMIのイーストワールドレーベルからCDおよびカセットテープの2形態でリリースされた。初回生産盤は特殊ホログラフィジャケット仕様になっており、通常盤と同様の金色基調のブックレットを内包している。本作からは三貴「ブティックJOY」のコマーシャルソングとして使用された「Virgin Moon」が先行シングルとして同年4月12日にリリースされた。シングル用のミュージック・ビデオ撮影は1月18日および19日に行われ、それ以外の楽曲のミュージック・ビデオ撮影は1月27日に行われた。本作はオリコンアルバムチャートにおいて、最高位第2位の登場週数9回で売り上げ枚数は23.1万枚となった。
本作を受けたコンサートツアーは「Lunatic LUNACY TOUR 1991」と題し、1991年5月10日の渋谷ON AIR公演を皮切りに7月24日の日本武道館公演まで21都市全25公演が実施された。バンド演奏への願望が残っていた吉川はレコーディング時とほぼ同じメンバーをツアーに帯同させたが、個別にプロ意識があるミュージシャンが集合することとバンド活動は異なるものであると実感したと吉川は述べている。同年12月11日および12日、31日には単独公演「1991 LAST SPECIAL EVENT "ROLLING VOICE-Noise1-"」を日本武道館および大阪城ホールにて実施した。
CD版はその後2006年12月13日にCD-BOX『THE EMI BOX』に収録される形でデジパック仕様のデジタル・リマスタリング盤として再リリースされた。2007年3月14日には紙ジャケット仕様として再リリースされ、2014年5月14日には24bitデジタルリマスタリングが施されたSHM-CD仕様にて再リリースされた。2014年5月28日にはCD-BOX『Complete Album Box』に収録される形で紙ジャケット仕様のデジタル・リマスタリング盤として再リリースされた。

## 批評
| 専門評論家によるレビュー | 専門評論家によるレビュー |
| レビュー・スコア         | レビュー・スコア         |
| 出典                     | 評価                     |
| ------------------------ | ------------------------ |
| CDジャーナル             | 否定的                   |
| OKMusic                  | 肯定的                   |

批評家たちの本作のサウンド面やボーカルに対する評価は肯定的なものとなっており、音楽情報サイト『CDジャーナル』では本作が吉川のセルフ・プロデュースによる力作であると指摘、テクニカルなミュージシャンが参加していることや吉川のボーカルに対して「サウンドはパワー全開。ヴォーカルも気合い十分」と肯定的に評価、音楽情報サイト『OKMusic』にて帆苅は、バラエティに富んだ楽曲群が成立しているのは「名うてのプレイヤーの確かな手腕があってのことだろう」と主張、また吉川のボーカルに関しては「強固なメンバーが彩ったサウンドに乗せた吉川晃司のボーカルの力強く、自信に満ちあふれた様子」が感じられると評価した他、4曲目や9曲目に関しては「ワイルドでありながらもどっしりとした確かな存在感。何と言ってもセクシーだ。吉川晃司でしか出せない男の色気に溢れている」、「日本語を英語っぽく発音する“巻き舌唱法”も吉川晃司を象徴する歌唱ではあろうが、腹から低音を艶めかしく出すような歌い方もまた、デビュー当時から変わらぬ吉川晃司特有のものであろう」と肯定的に評価した。一方で歌詞について『CDジャーナル』では「薄味すぎる」と指摘した上で「思わせぶりが裏目に」と否定的に評価している。

## 収録曲
- CDブックレットに記載されたクレジットを参照[26]。また、1曲目および11曲目後半の「月光浴」はインストゥルメンタルとなっている。

| #         | タイトル           | 作詞      | 作曲               | 編曲               | 時間  |
| --------- | ------------------ | --------- | ------------------ | ------------------ | ----- |
| 1.        | 「VOICE OF MOON」  |           | 菅原弘明、後藤次利 | 菅原弘明、後藤次利 | 1:45  |
| 2.        | 「LUNATIC LUNACY」 | 吉川晃司  | 吉川晃司           | 吉田光、後藤次利   | 4:32  |
| 3.        | 「不埒な天国」     | 吉川晃司  | 吉川晃司、後藤次利 | 後藤次利           | 3:46  |
| 4.        | 「Jealousy Game」  | 吉川晃司  | 吉川晃司           | ホッピー神山       | 5:31  |
| 5.        | 「虚ろな悪夢」     | 吉川晃司  | 吉川晃司、後藤次利 | 後藤次利           | 3:55  |
| 6.        | 「DUMMY」          | 吉川晃司  | 吉川晃司           | ホッピー神山       | 4:38  |
| 合計時間: | 合計時間:          | 合計時間: | 合計時間:          | 合計時間:          | 24:07 |

| #         | タイトル                   | 作詞      | 作曲               | 編曲               | 時間  |
| --------- | -------------------------- | --------- | ------------------ | ------------------ | ----- |
| 7.        | 「Weekend Shuffle」        | 吉川晃司  | 吉川晃司、後藤次利 | 後藤次利           | 5:03  |
| 8.        | 「ONLY YOU」               | 吉川晃司  | 吉川晃司           | 菅原弘明、後藤次利 | 4:12  |
| 9.        | 「Barbarian (LUNA MARIA)」 | 吉川晃司  | 吉川晃司           | 後藤次利           | 4:42  |
| 10.       | 「永遠につくまえに」       | 吉川晃司  | 吉川晃司           | 後藤次利           | 4:56  |
| 11.       | 「Virgin Moon〜月光浴」    | 吉川晃司  | 吉川晃司、後藤次利 | 後藤次利           | 6:10  |
| 合計時間: | 合計時間:                  | 合計時間: | 合計時間:          | 合計時間:          | 25:03 |

## スタッフ・クレジット
- CDブックレットに記載されたクレジットを参照[27]。

### 参加ミュージシャン
- KOJI KIKKAWA AND THE CRIMES
  - 吉川晃司 – ボーカル、ギター
  - 吉田光 – ギター
  - 後藤次利 – ベース
  - ホッピー神山 – キーボード
  - スティーヴ衛藤 – パーカッション
  - 古田たかし – ドラムス

- 大村憲司 – ギター
- 山木秀夫 – ドラムス
- 小田原豊 – ドラムス
- 菅原弘明 – キーボード・プログラミング
- 野澤大二郎 – キーボード
- 小島健二 – バックグラウンドボーカル
- 中川進 – バックグラウンドボーカル
- 渡辺等 – チェロ

### 録音スタッフ
- 吉川晃司 – プロデュース
- 後藤次利 – コ・プロデュース
- ラリー・アレキサンダー – ミキシング・エンジニア
- 村瀬範恭 – レコーディング・エンジニア
- 高橋寧 – レコーディング・エンジニア
- 伊藤康弘 – レコーディング・エンジニア
- いとうやす – アシスタント・エンジニア
- 高橋尚哉 – アシスタント・エンジニア
- 福島芳樹 – アシスタント・エンジニア
- 飯島周城 – アシスタント・エンジニア
- ふくいひろき – アシスタント・エンジニア
- 松村茂 – アシスタント・エンジニア
- 安部弥生 – マスタリング・エンジニア
- 神崎真雄（セブンス・エンタープライズ） – A&Rディレクター
- 菅谷憲（東芝EMI） – A&Rディレクター

### 制作スタッフ
- 池村高明（セブンスエンタープライズ） – マネージメント
- きくちよしお（セブンスエンタープライズ） – マネージメント
- 折重静子 – トランスレーター
- 松木直也 – スペシャル・サンクス
- ANT（荒木一三） – スペシャル・サンクス
- 成澤彰三（ヒップランドミュージック） – スペシャル・サンクス
- 渡部洋二郎（ヒップランドミュージック） – スペシャル・サンクス
- 河村嚴生（セブンスエンタープライズ） – エグゼクティブ・プロデューサー
- 石坂敬一（東芝EMI） – エグゼクティブ・プロデューサー
- 下河辺晴三（東芝EMI） – エグゼクティブ・プロデューサー

## チャート、認定
| チャート         | 最高順位 | 登場週数 | 売上数   | 出典  |
| ---------------- | -------- | -------- | -------- | ----- |
| 日本（オリコン） | 2位      | 9回      | 23.1万枚 | [ 3 ] |

| 国/地域 | 認定組織         | 日付      | 認定     | 売上数   | 出典  |
| ------- | ---------------- | --------- | -------- | -------- | ----- |
| 日本    | 日本レコード協会 | 1991年7月 | ゴールド | 200,000+ | [ 4 ] |

## リリース日一覧
| No. | リリース日     | レーベル                                    | 規格         | カタログ番号 | 備考                                                                                | 出典                |
| --- | -------------- | ------------------------------------------- | ------------ | ------------ | ----------------------------------------------------------------------------------- | ------------------- |
| 1   | 1991年5月17日  | 東芝EMI／イーストワールド                   | CD           | TOCT-6100    | 初回限定特殊ホログラフィジャケット                                                  | [ 3 ] [ 13 ] [ 28 ] |
| 2   | 1991年5月17日  | 東芝EMI／イーストワールド                   | CT           | TOTT-6100    | 初回限定特殊ホログラフィジャケット                                                  | [ 3 ] [ 29 ]        |
| 3   | 2006年12月13日 | EMIミュージック・ジャパン／イーストワールド | CD           | TOCT-26125   | CD-BOX『THE EMI BOX』収録、デジタルリマスタリング、デジパック仕様                   | [ 30 ] [ 31 ]       |
| 4   | 2007年3月14日  | EMIミュージック・ジャパン／イーストワールド | CD           | TOCT-11185   | 紙ジャケット仕様                                                                    | [ 32 ] [ 33 ]       |
| 5   | 2014年5月14日  | ワーナーミュージック・ジャパン              | SHM-CD       | WPCL-11810   | 24bitデジタルリマスタリング仕様                                                     | [ 34 ] [ 35 ]       |
| 6   | 2014年5月28日  | ワーナーミュージック・ジャパン              | SHM-CD       | WPCL-11907   | CD-BOX『Complete Album Box』収録、紙ジャケット仕様、24bitデジタルリマスタリング仕様 | [ 36 ] [ 37 ]       |
| 7   | 2020年2月7日   | ワーナーミュージック・ジャパン              | AAC-LC       | -            | デジタル・ダウンロード                                                              | [ 38 ]              |
| 8   | 2020年2月7日   | ワーナーミュージック・ジャパン              | ロスレスFLAC | -            | デジタル・ダウンロード                                                              | [ 39 ]              |
| 9   | 2025年1月22日  | ユニバーサルミュージック                    | SHM-CD       | UPCY-8035    | 40周年記念 2024年最新リマスタリング・紙ジャケット仕様 CD(SHM-CD)                    | [ 40 ]              |